# Gemeses
Gemeses es una freguesia portuguesa del concelho de Esposende, con 5,51 km² de superficie y 1.115 habitantes (2001). Su densidad de población es de 202,4 hab/km².